# Love on Ice
Love on Ice è un film per la televisione, diretto da Bradley Walsh, con protagonisti Julie Berman e Andrew Walker.

## Trama
Emily James è una giovane ragazza considerata una vera leggenda nel mondo del pattinaggio artistico sul ghiaccio, che però decide di mollare il mondo agonistico per fare la cameriera presso una caffetteria insieme a Hildy, la migliore amica della sua defunta madre. Dopo otto anni, a farle riaccendere la passione per il pattinaggio arriva Spencer Patterson, un giovane coach di pattinaggio, chiamato ad allenare le ragazze della cittadina.

## Ascolti
| Prima TV Italia | Telespettatori | Share | Nota  |
| --------------- | -------------- | ----- | ----- |
| 13 giugno 2018  | 1.040.000      | 10.8% | [ 1 ] |